# Krishnarayapuram
Krishnarayapuram es una ciudad y nagar Panchayat situada en el distrito de Karur en el estado de Tamil Nadu (India). Su población es de 10792 habitantes (2011). Se encuentra a orillas del río Kaveri, a 25 km de Karur y a 82 km de Erode. 

## Demografía
Según el censo de 2011 la población de Krishnarayapuram era de 10792 habitantes, de los cuales 5326 eran hombres y 5466 eran mujeres. Krishnarayapuram tiene una tasa media de alfabetización del 76,22%, superior a la media estatal del 80,09%: la alfabetización masculina es del 84,65%, y la alfabetización femenina del 68,06%.